# هبيك بلاغي
هبيك بلاغي هي قرية في مقاطعة ملكان، إيران. عدد سكان هذه القرية هو 269 في سنة 2006.